# Oxypoda sylvia
Oxypoda sylvia är en skalbaggsart som beskrevs av Thomas Casey 1906. Oxypoda sylvia ingår i släktet Oxypoda och familjen kortvingar. Inga underarter finns listade i Catalogue of Life.